# (676) Мелитта
(676) Мелитта (англ. Melitta) — астероид главного пояса, который относится к спектральному классу Xc. Он был открыт 16 января 1909 года британским астрономом Филибером Мелоттом в Гринвичской обсерватории. Назван в честь древнегреческой нимфы Мелиссы. Тиссеранов параметр относительно Юпитера — 3,183.